# Kraśnik (Landgemeinde)
Die Gmina wiejska Krasnik ist eine Landgemeinde im Powiat Kraśnicki der Woiwodschaft Lublin in Polen, Sitz der Gemeinde ist die Kreisstadt Kraśnik, die jedoch der Landgemeinde nicht angehört. Die Landgemeinde hat eine Fläche von 105,36 km² und 7252 Einwohner (Stand 31. Dezember 2020).

## Verwaltungsgeschichte
Von 1975 bis 1998 gehörte die Gmina zur anders zugeschnittenen Woiwodschaft Lublin.

## Gliederung
Zur Landgemeinde Krasnik gehören folgende 16 Schulzenämter:
Dąbrowa-Bór
Karpiówka
Kowalin
Lasy
Mikulin
Pasieka
Pasieka-Kolonia
Podlesie
Słodków Pierwszy
Słodków Drugi
Słodków Trzeci
Spławy Pierwsze
Spławy Drugie
Stróża
Stróża-Kolonia
Suchynia
Weitere Orte der Landgemeinde sind:
Dąbrowa-Bór
Karpiówka
Kowalin
Kraśnik (osada)
Lasy
Mikulin
Mosty (gajówka)
Mosty (leśniczówka)
Ośrodek-Wyżnica
Pasieka
Pasieka-Kolonia
Podlesie
Rudki
Słodków Pierwszy
Słodków Drugi
Słodków Trzeci
Spławy Pierwsze
Spławy Drugie
Stróża
Stróża-Kolonia
Suchynia